# Tetragramaton
Tetragramaton (grško starogrško τετραγράμματον: teragrámmaton - beseda štirih črk) se nanaša na hebrejsko besedo יהוה‎, ki se uporablja za poimenovanja boga v judovstvu. Ime se pojavlja v hebrejskem Svetem pismu.
Verni Judje namreč imena boga ne izgovarjajo, namesto tega uporabljajo številna druga poimenovanja.
Besede tetragramaton pri pisanju ni dovoljeno izbrisati, zaradi česar se redko uporablja v književnosti in pismih, razen v verskih knjigah.
Te štiri črke, pravilno brane iz desne proti levi (v hebrejski abecedi), so:
| hebrejsko | ime črke               | izgovorjava                                                    |
| --------- | ---------------------- | -------------------------------------------------------------- |
| י         | Jod                    | »J, I«                                                         |
| ה         | He (izgovorjeno [hej]) | »H«                                                            |
| ו         | Vav                    | »dvojni V«                                                     |
| ה         | He                     | »H« (v primeru da je napisan na koncu besede, se ne izgovarja) |
Črke so iz hebrejščine navadno prevedene kot IHVH v latinščini, JHWH v nemščini in YHWH v angleščini.